# 北斗卫星导航系统
北斗卫星导航系统（簡稱北斗系统）是一个卫星导航系统，能为全球用户提供全天候、全天时、高精度的定位、导航和授时服务。北斗系统发展共有三代，自第二代开始的北斗系统被正式称为“北斗卫星导航系统”。
北斗一号系统（第一代北斗系统）由三颗卫星提供区域定位服务。从2000年开始，该系统主要在中国境内提供导航服务。2012年12月，北斗一号的最后一颗卫星寿命到期，北斗卫星导航试验系统停止运作。
北斗二号系统（第二代北斗系统）是一个包含16颗卫星的全球卫星导航系统，分别为6颗静止轨道卫星、6颗倾斜地球同步轨道卫星、4颗中地球轨道卫星。2012年11月，第二代北斗系统开始在亚太地区为用户提供区域定位服务。
北斗三号系统（第三代北斗系统）由三种不同轨道的卫星组成，包括24颗地球中圆轨道卫星（覆盖全球），3颗倾斜地球同步轨道卫星（覆盖亚太大部分地区）和3颗地球静止轨道卫星（覆盖中国）。北斗三号於2018年提前開放了北斗系統的全球定位功能。北斗三号系统于2020年7月31日完整开通。
北斗卫星导航系统（BDS）、美国全球定位系統（GPS）、俄罗斯全球导航衛星系統（GLONASS）和欧盟伽利略定位系統（Galileo）為联合国卫星导航委员会认定的全球卫星导航系统四大核心供应商。
2023年11月，国际民航组织（ICAO）官方认证北斗系统为全球民航导航系统标准之一。

## 名称含义
“北斗卫星导航系统”是这个系统的官方名称，它是以北斗七星命名的，这是中国古代天文學家给大熊座最明亮的七颗星的命名。历史上，人们利用这七颗星来找到北极星以确定方向。因此，“北斗”这个名称隐含了这个卫星导航系统的目的。

## 发展过程
中国为北斗卫星导航系统制定了“三步走”发展规划，从1994年开始发展的试验系统（第一代系统）为第一步，2004年开始发展的正式系统（第二代系统）为第二步。至2012年完成对亚太大部分地区的覆盖并正式提供卫星导航服务，此战略的前两步已经完成。根据计划，北斗卫星导航系统（第三代系统）第三步将在2018年覆盖“一带一路”国家，2020年完成，届时将实现全球的卫星导航功能。
| 时间节点 | 2004         | 2012         | 2020         |
| -------- | ------------ | ------------ | ------------ |
| 实现目标 | 区域有源定位 | 区域无源定位 | 全球无源定位 |

### 早期研究
20世纪70年代，中国开始研究卫星导航系统的技术和方案，但之后这项名为“灯塔”的研究计划被取消。
1983年，中国航天专家、“863计划”倡导者之一的陈芳允院士提出“双星定位”建设方案，即：把地心视为一颗虚拟卫星，再发射两颗静止轨道通信卫星，配合地面高度座标实现对区域内地面目标的快速定位。
1989年，中国使用通信卫星先进行试验，验证了其可行性，之后的北斗卫星导航试验系统即基于此方案。
1990年海湾战争中，以美国为首的多国部队通过卫星准确定位与弹道导弹结合，全面击溃伊拉克军队，中國開始認真考慮自組卫星系統的軍事價值。
1993年7月，中美发生银河号事件冲突，有传言认为美国局部关闭该船所在印度洋海区内的GPS服务系统，使“银河号”无法继续行驶。基于这种威胁的可能推动了中国启动北斗一号系统的建设。

### 北斗一号系统（1994年至2007年）
1994年，中国正式开始北斗卫星导航试验系统（北斗一号系统）的研制，并在2000年10月31日和12月21日相继发射了两颗静止轨道卫星，区域性的导航功能得以实现。
2003年又发射了一颗备份卫星，完成了北斗卫星导航试验系统的组建。
| 卫星                  | 发射日期       | 运载火箭 | 轨道 |
| --------------------- | -------------- | -------- | ---- |
| 第1颗北斗导航试验卫星 | 2000年10月31日 | CZ-3A    | GEO  |
| 第2颗北斗导航试验卫星 | 2000年12月21日 | CZ-3A    | GEO  |
| 第3颗北斗导航试验卫星 | 2003年5月25日  | CZ-3A    | GEO  |
| 第4颗北斗导航试验卫星 | 2007年2月3日   | CZ-3A    | GEO  |

#### 加入欧盟伽利略计划
2003年9月，中国打算加入欧盟的伽利略定位系统计划，并在接下来的几年中投入了2.3亿欧元的资金。中国与欧盟在2004年10月9日正式签署伽利略计划技术合作协议。2008年1月，香港南华早报在“中国不当‘伽利略计划小伙伴’”的报道中指出：中国不满其在伽利略计划中的被排斥，之前的投資沒有得到任何回報，将推出北斗二代与伽利略定位系統竞争。

#### 与欧盟竞争卫星导航频段
21世纪初，最适合卫星导航的黄金频段已经被美国和俄罗斯全部占用。中国与欧盟同时希望建设卫星导航系统，因此推动国际电信联盟从当时的航空导航频段中，最大限度地挤出一小段频率，供卫星导航共同使用。这一小段频率，只有黄金频段的四分之一，却是建设一个全球卫星导航系统最基本的频率需求，且各国均可平等申请。2000年4月17日，北斗系统和伽利略系统同时成功申报。按照国际电联规则，必须在七年有效期内成功发射导航卫星。首颗北斗二号卫星2007年4月14日4时11分升空，值得一提的是，在三日后传来卫星首个讯号时，距离国际电联规定的申请失效最后期限仅剩不到四个小时。

### 北斗二号系统（2004年至2012年）
2004年，中国加速投入資金启动了具有全球导航能力的北斗卫星导航系统的建设（北斗二号），并在2007年发射一颗中地球轨道卫星，进行了大量试验。2009年起，后续卫星持续发射，并在2011年开始对中国和周边地区提供测试服务。
截止2011年11月，北斗二代包含了10颗卫星，开始在中国投入服务。
2012年底建成由地球同步轨道卫星、倾斜同步轨道卫星和中圆轨道卫星共14颗卫星构成的北斗二号系统，实现了全天时全天候为亚太大部分地区提供定位导航授时服务。
| 卫星                   | 发射日期       | 运载火箭 | 轨道 |
| ---------------------- | -------------- | -------- | ---- |
| 第1颗北斗导航卫星      | 2007年4月14日  | CZ-3A    | MEO  |
| 第2颗北斗导航卫星      | 2009年4月15日  | CZ-3C    | GEO  |
| 第3颗北斗导航卫星      | 2010年1月17日  | CZ-3C    | GEO  |
| 第4颗北斗导航卫星      | 2010年6月2日   | CZ-3C    | GEO  |
| 第5颗北斗导航卫星      | 2010年8月1日   | CZ-3A    | IGSO |
| 第6颗北斗导航卫星      | 2010年11月1日  | CZ-3C    | GEO  |
| 第7颗北斗导航卫星      | 2010年12月18日 | CZ-3A    | IGSO |
| 第8颗北斗导航卫星      | 2011年4月10日  | CZ-3A    | IGSO |
| 第9颗北斗导航卫星      | 2011年7月27日  | CZ-3A    | IGSO |
| 第10颗北斗导航卫星     | 2011年12月2日  | CZ-3A    | IGSO |
| 第11颗北斗导航卫星     | 2012年2月25日  | CZ-3C    | GEO  |
| 第12、13颗北斗导航卫星 | 2012年4月30日  | CZ-3B    | MEO  |
| 第14、15颗北斗导航卫星 | 2012年9月19日  | CZ-3B    | MEO  |
| 第16颗北斗导航卫星     | 2012年10月25日 | CZ-3C    | GEO  |

#### 设计方案
作为第二代北斗系统计划的一部分，中华人民共和国政府已经以CHINASAT和COMPASS为名向国际电信联盟无线电委员会(ITU)申请了无线电频率分配。新计划经历了四种设计方案，如下表：
|            | 设计方案1                     | 设计方案2                     | 设计方案3                     | 设计方案4                     |
| ---------- | ----------------------------- | ----------------------------- | ----------------------------- | ----------------------------- |
| 名称       | CHINASAT                      | COMPASS-GEO                   | COMPASS-GEO&MEO               | COMPASS-MG                    |
| 申请日期   | 1991                          | 2000,2003修订                 | 2000,2003修订                 | 2003                          |
| 星座设计   | 2～3 GEO                      | 4 GEO+9 IGSO                  | 4 GEO+12 MEO                  | 5 GEO+3 IGSO+27 MEO           |
| 轨道       | 赤道上空                      | 50°斜角，6个轨面              | 55°斜角，6个轨面              | 56°斜角，3个轨面              |
| 无线电频率 | 通信：S和L频段 导航：2个L频段 | 通信：S和L波段 导航：4个L波段 | 通信：S和L波段 导航：4个L波段 | 通信：S和L波段 导航：4个L波段 |
| 服务范围   | 亚太地区                      | 亚太地区                      | 亚太地区                      | 全球                          |

### 北斗三号系统（2009年至2020年）
北斗三号系统的建设自2009年启动。

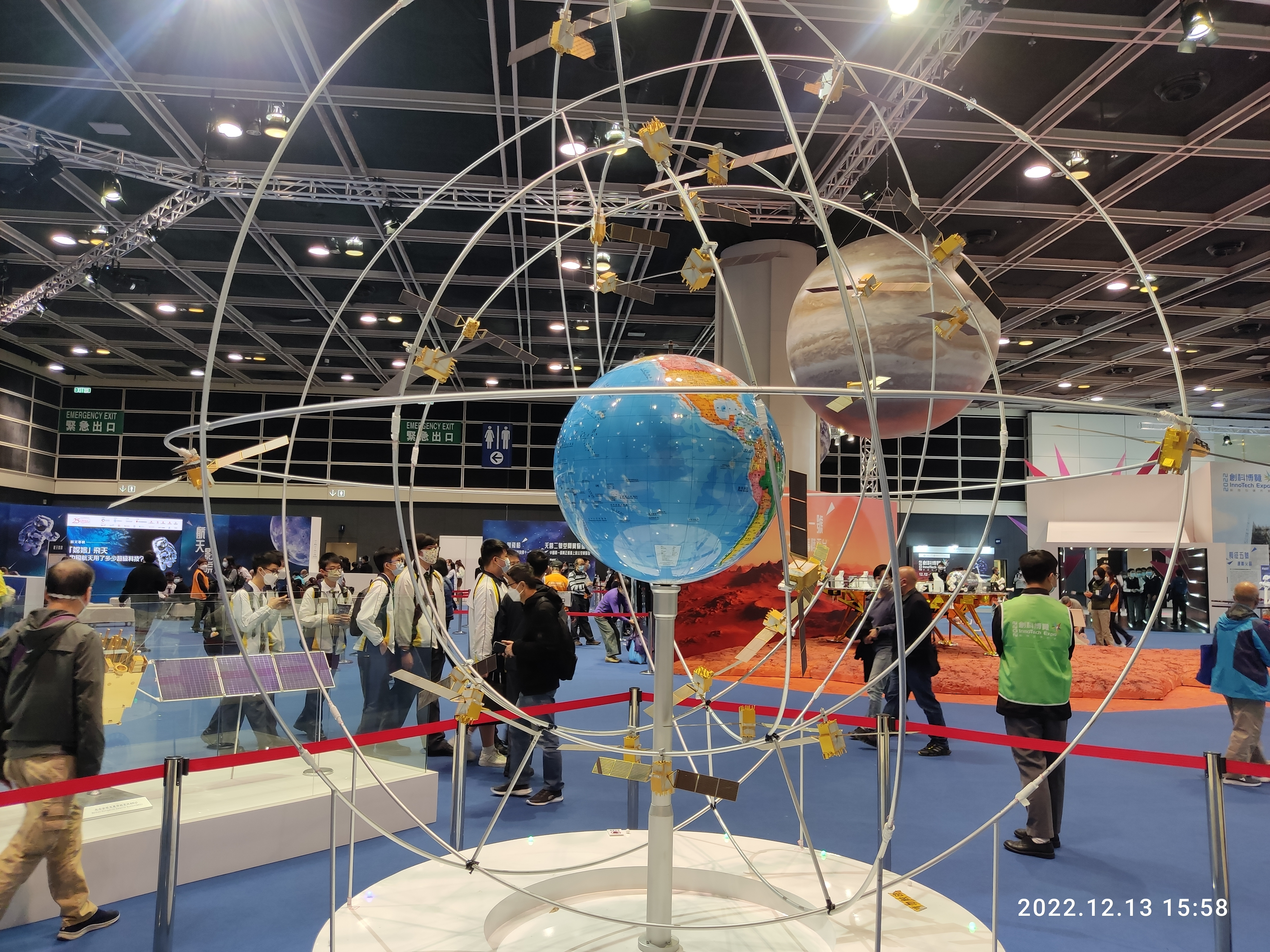
北斗三号系统组网示意模型

- 2015年8月，两颗全球系统试验卫星首次建立起星间链路。[15]
- 2015年9月30日，第20颗北斗导航卫星准确飞入地球倾斜同步轨道。这颗北斗卫星会和两个多月前发射的北斗双星实现「空间对话」，测试导航信号，并进行中轨道和高轨道间的星间链路试验，这种异轨道面间的试验是北斗系列的首次。[25]
- 2017年11月5日，北斗三号全球组网双星首次发射。[26]
- 2018年进行高强度第三代北斗系统的发射任务，共发射17颗北斗三号卫星，并且全部成功。2018年12月27日，北斗三号基本系统建成并开始提供全球服务。[15]
- 2019年12月16日，北斗三号全球系统核心星座部署完成，北斗全球服务能力全面实现。[15]
- 2020年6月23日，中国完成北斗全球卫星导航系统星座部署，完整服务全球的目标指日可待。[15]
- 2020年7月29日，北斗三号最后一颗组网卫星入网工作。[27]
- 2020年7月31日，北斗三号全球卫星导航系统建成暨开通仪式于上午10时30分在人民大会堂举行，中共中央总书记习近平、国务院总理李克强、国务院副总理韩正等出席建成暨开通仪式，宣布该系统正式开通。[28]

按照计划，该系统将在2018年覆盖“一带一路”国家，2020年完成建设提供全球定位服务，2035年建成以北斗为核心的综合定位、导航、授时体系（Positioning, Navigation, and Timing—PNT）。北京时间2018年12月27日，国务院新闻发布会宣布，北斗三号提前兩年正式提供全球服务。
2024年9月19日，北斗三号的最后两颗备份卫星被成功发射入轨，标志着包括备份星在内的北斗三号全球卫星导航系统工程正式收官。
| 卫星                   | 发射日期       | 运载火箭 | 轨道 |
| ---------------------- | -------------- | -------- | ---- |
| 第17颗北斗导航卫星     | 2015年3月30日  | CZ-3C    | IGSO |
| 第18、19颗北斗导航卫星 | 2015年7月25日  | CZ-3B    | MEO  |
| 第20颗北斗导航卫星     | 2015年9月30日  | CZ-3B    | IGSO |
| 第21颗北斗导肮卫星     | 2016年2月1日   | CZ-3C    | MEO  |
| 第22颗北斗导航卫星     | 2016年3月20日  | CZ-3A    | IGSO |
| 第23颗北斗导航卫星     | 2016年6月12日  | CZ-3C    | GEO  |
| 第24、25颗北斗导航卫星 | 2017年11月5日  | CZ-3B    | MEO  |
| 第26、27颗北斗导航卫星 | 2018年1月12日  | CZ-3B    | MEO  |
| 第28、29颗北斗导航卫星 | 2018年2月12日  | CZ-3B    | MEO  |
| 第30、31颗北斗导航卫星 | 2018年3月30日  | CZ-3B    | MEO  |
| 第32颗北斗导航卫星     | 2018年7月10日  | CZ-3A    | IGSO |
| 第33、34颗北斗导航卫星 | 2018年7月29日  | CZ-3B    | MEO  |
| 第35、36颗北斗导航卫星 | 2018年8月25日  | CZ-3B    | MEO  |
| 第37、38颗北斗导航卫星 | 2018年9月19日  | CZ-3B    | MEO  |
| 第39、40颗北斗导航卫星 | 2018年10月15日 | CZ-3B    | MEO  |
| 第41颗北斗导航卫星     | 2018年11月1日  | CZ-3B    | GEO  |
| 第42、43颗北斗导航卫星 | 2018年11月19日 | CZ-3B    | MEO  |
| 第44颗北斗导航卫星     | 2019年4月20日  | CZ-3B    | IGSO |
| 第45颗北斗导航卫星     | 2019年5月17日  | CZ-3C    | GEO  |
| 第46颗北斗导航卫星     | 2019年6月25日  | CZ-3B    | IGSO |
| 第47、48颗北斗导航卫星 | 2019年9月23日  | CZ-3B    | MEO  |
| 第49颗北斗导航卫星     | 2019年11月5日  | CZ-3B    | IGSO |
| 第50、51颗北斗导航卫星 | 2019年11月23日 | CZ-3B    | MEO  |
| 第52、53颗北斗导航卫星 | 2019年12月16日 | CZ-3B    | MEO  |
| 第54颗北斗导航卫星     | 2020年3月9日   | CZ-3B    | GEO  |
| 第55颗北斗导航卫星     | 2020年6月23日  | CZ-3B    | GEO  |
| 第56颗北斗导航卫星     | 2023年5月17日  | CZ-3B    | GEO  |
| 第57、58颗北斗导航卫星 | 2023年12月26日 | CZ-3B    | MEO  |
| 第59、60颗北斗导航卫星 | 2024年9月19日  | CZ-3B    | MEO  |

#### 东盟各国加入合作
中国科学技术部部长万钢在2013年1月19日中国科技工作会议上透露，2013年将积极实施“中国东盟科技伙伴计划”，启动“中国-东盟联合实验室”、“中国-东盟技术转移中心”建设，在东盟各国合作建设北斗系统地面站网。

### 北斗四号系统（2020年至2035年）
目前中国正在酝酿下一代卫星系统建设，向PNT（导航定位授时）方向发展，或于2035年初步建成中国泛在国家时空系统。

## 意义与特色

### 北斗一号
1. 1983年，陈芳允院士提出“双星定位”建设方案不同于美国 GPS 的四星定位，能以最小的星座、最少的投入、最短的周期，实现中国卫星导航系统从无到有。[15]
2. 2000年发射了两颗静止轨道卫星，区域性的导航功能得以实现。至此，中国人正式拥有完全属于自己的卫星导航系统，中国成为世界上第三个独立建成卫星导航系统的国家。[15]
3. 北斗一号系统融合了部分通信卫星的功能，可提供“发短信”的短报文服务。[15]

### 北斗二号
1. 北斗试验系统的卫星原子钟是由瑞士进口，北斗二号的星载原子钟逐渐开始使用中国航天科工二院203所提供的国产原子钟。[33]北斗的卫星系统总设计师杨慧在2012年表示，北斗已经开始全部使用国产原子钟，其性能与进口产品相当。[34]。除科工二院203所外，国内还有中国科学院上海天文台、中国科学院精密测量科学与技术创新研究院等多家单位同时为北斗卫星提供原子钟。
2. 北斗系统是全球唯一由3种轨道卫星构成的导航系统。

### 北斗三号
1. 按照传统卫星管理手段，控制使用好绕飞地球的卫星，需要有遍布全球的地面站。在难以全球布站的情况下，必须建立卫星之间的星间链路，实现卫星管卫星。 2015年8月，两颗全球系统试验卫星首次建立起星间链路，标志着中国掌握了这一国际领先的核心技术。[15]
2. 北斗三号的短报文通信能力显著提升，信息发送能力从一次120个汉字提升到一次1200个汉字，还可发送图片等信息。[15]
3. 为了提高卫星在轨服务的可靠性，北斗三号卫星采取了多项可靠性措施，使卫星的设计寿命达到12年，达到国际导航卫星的先进水平。[15]
4. 率先提出国际上首个高中轨道星间链路混合型新体制，形成了具有自主知识产权的星间链路网络协议、自主定轨、时间同步等系统方案。[15]
5. 建立了器部件国产化从研制、验证到应用一体化体系。北斗导航卫星单机和关键元器件国产化率达到100%。[15]

## 应用
北斗卫星导航系统提供定位、导航、授时服务，分为开放服务和授权服务两种方式。

### 开放服务
任何用户可免费获得此服务，在精度衰减因子PDOP≤6条件下，全球大部分区域可用性优于99.9%。在全球区域实测定位精度均值：
- 定位精度平面2米、高程3米
- 测速精度0.005米/秒
- 授时精度0.98纳秒

### 授权服务
除了面向全球的免费开放服务外，还有需要获得授权方可使用的服务，授权又分成不同等级，区分军用和民用：
- 高精度：北斗卫星导航系统可以提供比开放服务更佳的精确度，需要获得授权，其具体性能指标未知。
- 广域差分：在亚太地区借助于类似于广域增强系统的广域差分技术（广域增强），根据授权用户的不同等级，提供更高的定位精度，[38]最高为1米。
- 信息收发：区域短报文通信服务，通过3颗GEO卫星，服务中国及周边地区，容量提升10倍，单次报文长度1000个汉字，用户机发射功率降至3W。全球短报文通信服务，系统通过14颗MEO卫星，为全球用户提供试用服务，单次通信能力40个汉字。[39]

### 应用状况
2018年中国国内卫星导航产业产值已超过人民币3000亿元，支持北斗三号新信号的，28nm工艺射频基带一体化SoC芯片，已在物联网和消费电子领域得到广泛应用。最新的22nm工艺双频定位芯片已具备市场化应用条件，全频一体化高精度芯片正在研发，北斗芯片性能将再上一个台阶。据统计，国产北斗导航型芯片模块累计销量已突破8000万片，高精度板卡和天线销量已占据国内30%和90%的市场份额，并输出到100余个国家和地区。北斗系统现已广泛应用于交通运输、公共安全、农林渔业、水文监测、气象预报、通信时统、电力调度、救灾减灾等领域，融入国家核心基础设施，已产生显著的经济效益和社会效益。
2019年中国卫星导航与位置服务产业总体产值达3450亿元。北斗与互联网、大数据、人工智能等新技术的融合发展，正在构建以北斗时空信息为主要内容的新兴产业生态链，并正在成为北斗产业快速发展的新引擎和助推器，推动着生产生活方式变革和商业模式的不断创新。据中国日报报道，北斗系统第一颗卫星发射15年后，它每年为几家大型企业产生的营业额高达3150万美元，其中包括中国航天科工集团，高德软件有限公司和中国兵器工业集团公司。
北斗从其试验系统开始就有其军事目的，後來逐漸民用化，其正式系统也確定是一个军民两用的系统，也將能提供中國企業大量的機會。

#### 农林渔业
截至2012年底，中国有约4万艘渔船安装了北斗卫星导航系统的终端，终端向手机发送短信为3角人民币，高峰时每月发送70万条。同时，中国有10万辆车已安装北斗的导航设备。
截至2020年中，基于北斗的农机作业监管平台实现农机远程管理与精准作业，服务农机设备超过5万台，精细农业产量提高5%，农机油耗节约10%。

#### 交通运输
2015年2月，央視報導電子公車站牌已經接入北斗定位，上海近4千輛公車已經完成配備，站牌使用太陽能供電。
北斗系统广泛应用于重点运输过程监控、公路基础设施安全监控、港口高精度实时定位调度等领域。
截至2019年4月，中国超过620万辆营运车辆、3万辆邮政和快递车辆，36个城市的约8万辆公交车、3200余座内河导航设施、2900余座海上导航设施已应用北斗系统，建成全球最大的营运车辆动态监管系统，有效提升了管理效率和道路运输安全水平。
截至2019年底，中国超过650万辆营运车辆、3万辆邮政和快递车辆，36个中心城市约8万辆公交车、3200余座内河导航设施、2900 余座海上导航设施已应用北斗系统。

#### 减灾救灾
目前已建成部、省、市（县）3级平台，实现6级业务应用，推广北斗终端超过4.5万台。受灾地区利用北斗短报文功能，及时上报灾害位置、突发灾害信息及灾区救助信息等。各级民政部门通过北斗终端进行救灾物资的查询管理和监控，大幅提升全国救灾物资管理与调运水平。

#### 芯片
经过多年发展，北斗已形成完整产业链，北斗基础产品已实现自主可控，国产北斗芯片、模块等关键技术全面突破，性能指标与国际同类产品相当。多款北斗芯片实现规模化应用，工艺水平达到 22 纳米。截至 2019 年底，国产北斗导航型芯片、模块等基础产品销量已突破1亿片，国产高精度板卡和天线销量分别占中国市场30%和90%的份额。中国航天科工集团所属航天系统公司依托具有自主知识
产权的高精度卫星定位授时技术与自主研制的高精度多模卫星导航芯片，为电信设备制造商、基础设施管理部门、银行和金融企业等提供高精度定位授时技术产品与服务解决方案。该公司累计开发北斗多模导航芯片6代10余款，形成了高精度授时、差分定位和组合导航等多样化产品型谱，已应用于交通、物流、司法、公安等众多领域，年出货量超200万片。
制约北斗导航民用的最大瓶颈是芯片价格，相对于GPS系统，北斗终端设备的芯片成本较高，若能够广泛生产和使用则可降低价格。
国内外主流芯片厂商均推出兼容北斗系统的通导一体化芯片。据统计，2019年第一季度，在中国市场申请进网的手机有116款具有定位功能，其中支持北斗定位的有82款，北斗定位支持率达到70%。支持北斗系统的手表、手环等智能穿戴设备，以及学生卡、老年卡等特殊关爱产品不断涌现，得到广泛应用。此外，北斗系统还广泛应用到印度尼西亚土地确权、科威特建筑施工、乌干达国土测试、缅甸精准农业、马尔代夫海上打桩、泰国仓储物流、巴基斯坦机场授时以及俄罗斯电力巡检等多国不同领域。

#### 国防安全
2014年12月，央視在探討东风-41洲際弹道导弹的節目中由評論員表示，北斗卫星的軍用訊號基本已經全球覆蓋(可能是持續式或機動式覆蓋)，並且可讓解放軍的多彈頭洲際飛彈接收訊號，從集束式邁向分導式多彈頭，分裂後的每一個子彈頭都有導向能力可變軌飛向目標。

## 北斗一号

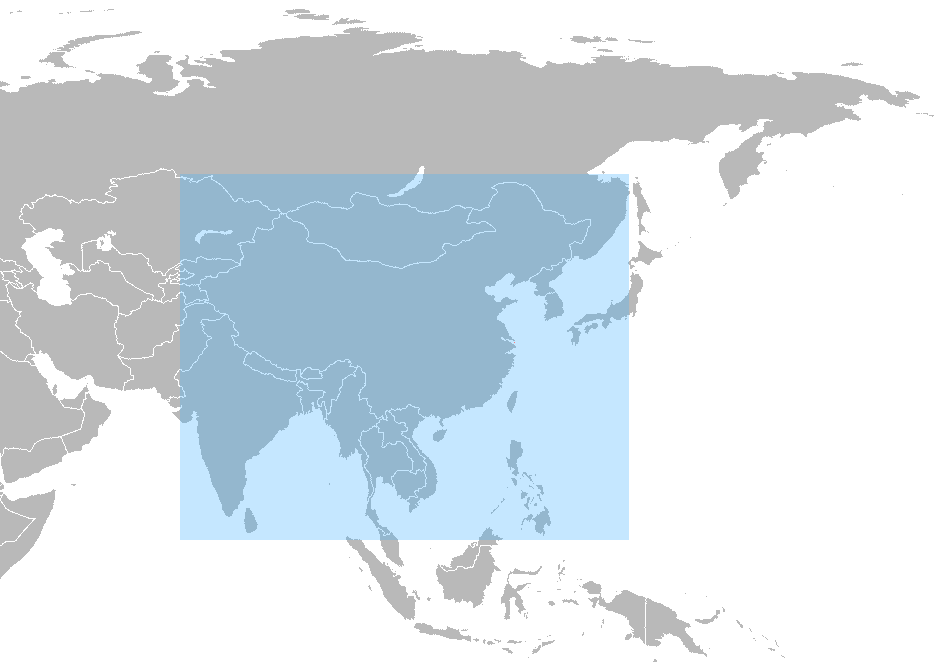
北斗卫星导航试验系统于2003年完全建成，蓝色区域为当时的覆盖范围

北斗卫星导航试验系统又称为北斗一号，是中国的第一代卫星导航系统，即有源区域卫星定位系统，1994年正式立项，2000年发射2颗卫星后即能够工作，2003年又发射了一颗备份卫星，试验系统完成组建，该系统服务范围为东经70°－140°，北纬5°－55°。在卫星的寿命到期后（2012年12月），系统已停止工作。

### 系统组成
系统分为三个部分，分别为空间段、地面段、用户段：
- 空间段：由3颗地球静止轨道卫星组成，两颗工作卫星定位于东经80°和140°赤道上空，另有一颗位于东经110.5°的備份卫星，可在某工作卫星失效时予以接替。

- 地面段：由中心控制系统和标校系统组成。中心控制系统主要用于卫星轨道的确定、电离层校正、用户位置确定、用户短报文信息交换等。标校系统可提供距离观测量和校正参数。

- 用户段：用户的终端。

### 性能
北斗卫星导航试验系统于2000年能够使用后，其定位精度100米，使用地面参照站校准后为20米，与当时的全球卫星定位系统民用码相当。系统用户能实现自身的定位，也能向外界报告自身位置和发送消息，授时精度20纳秒，定位响应时间为1秒。
由于是采用少量卫星实现的有源定位，该系统成本较低，但是系统在定位精度、用户容量、定位的频率次数、隐蔽性等方面均受到限制。另外该系统无测速功能，不能用于精确制导武器。因而與可能的衝突中，使用正式系統乃是必要的，不能當作備用。

## 北斗二号与北斗三号

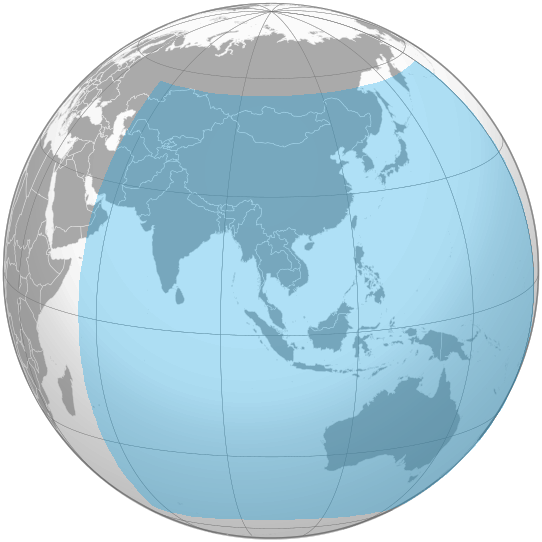
北斗卫星导航系统在2012年的服务范围

服务于亚太的北斗卫星导航系统也被称为北斗二号，是中国的第二代卫星导航系统，“北斗卫星导航系统”英文简称BDS，曾用名COMPASS一词。此卫星导航系统的发展目标是对全球提供无源定位，与全球定位系统相似。在计划中，整个系统将由16颗卫星组成，其中6颗是静止轨道卫星，以与使用静止轨道卫星的北斗卫星导航试验系统兼容。其总设计师为孙家栋。项目的主要参与者为中国人民解放军总参谋部、中国人民解放军总装备部、国家国防科技工业局、中国科学院、中国航天科技集团公司、中国电子科技集团公司、国防科技大学。截至2012年，中国为试验系统和覆盖亚太的正式系统共花费了数百亿人民币，为了实现覆盖全球的目标，还将投入四五百亿以上。
北斗三号是與二代北斗並存的卫星导航系统，其目的是逐漸升級对全球的覆盖，預計在2020年前完成，为全球用户提供定位、导航、授时服务，中国将发射大量的中地球轨道卫星，同时因为现有系统的卫星寿命也会到期，也将会在2020年前完成一部份的替换。中国原计划在2014年发射一颗试验星，以验证全球系统建设中的关键技术。但实际到2015年才开始发射新一代卫星。2020年6月23日，北斗三號最後一顆組網衛星發射成功。2020年7月31日，北斗三号全球卫星导航系统建成開通。

#### 亚太服务
北斗卫星导航系统的建设于2004年启动，2011年开始对中国和周边提供测试服务，2012年12月27日起正式提供卫星导航服务，服务范围涵盖亚太大部分地区，南纬55度到北纬55度、东经55度到东经180度为一般服务范围。该导航系统提供两种服务方式，即开放服务和授权服务。开放服务是在服务区免费提供定位、测速、授时服务，定位精度为25米，测速精度0.2米/秒，授时精度50纳秒，在服务区的较边缘地区精度稍差。授权服务则是向授权用户提供更安全与更高精度的定位、测速、授时、通信服务以及系统完好性信息，这类用户为中国军队和政府等。由于该正式系统继承了试验系统的一些功能，能在亚太地区提供无源定位技术所不能完成的服务，如短报文通信。

### 系统组成
北斗卫星导航系统由空间段、地面段、用户段组成。

#### 空间段

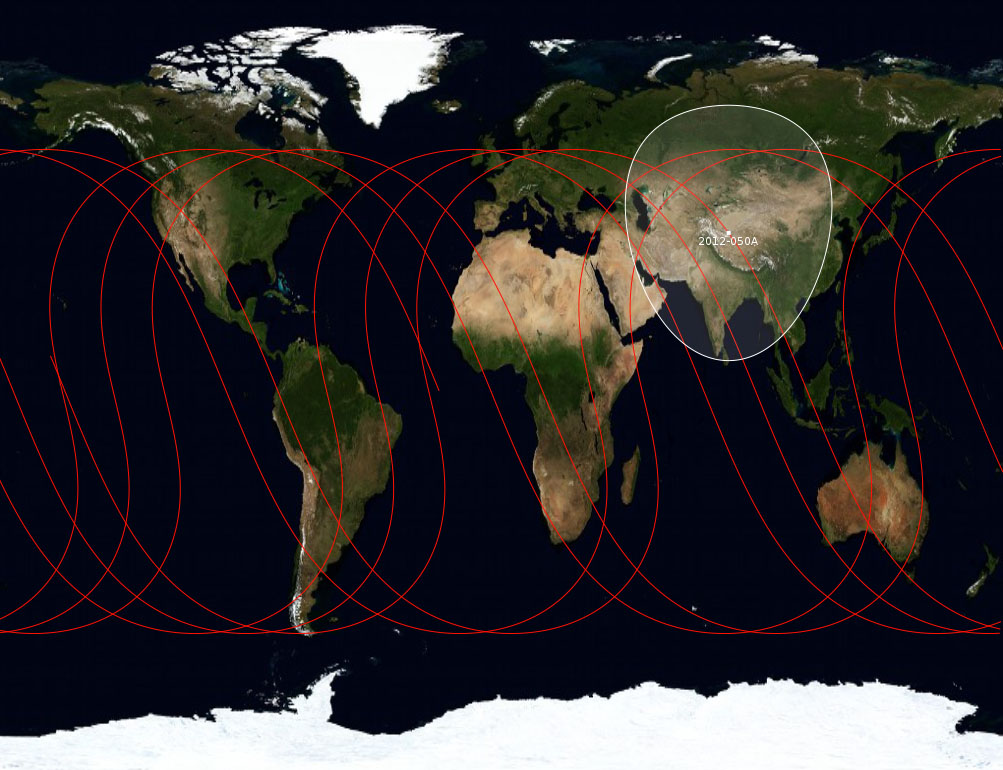
北斗-M5卫星（2012-050A）的地面軌跡图，白點為其在某時之位置，而白線包圍的区域为其在該處的服务范围。

北斗卫星第三代导航系统空间段计划由30颗卫星组成，包括3颗静止轨道卫星、24颗中地球轨道卫星、3颗倾斜同步轨道卫星。3颗静止轨道卫星定点位置为东经80°、110.5°、140°，中地球轨道卫星运行在3个軌道平面上，轨道平面之间为相隔120°均匀分布。
至2012年底北斗亚太区域导航正式开通时，已为正式的第二代北斗卫星导航系统发射了16颗卫星，其中14颗组网并提供服务，分别为5颗静止轨道卫星、5颗倾斜地球同步轨道卫星（均在倾角55°的轨道面上）、4颗中地球轨道卫星（均在倾角55°的轨道面上）。
| 序号             | 卫星             | 发射日期   | 发射地点 | 火箭       | 伪随机识别码 | 运行轨道                                                | 使用状况 | 状态                                   |
| 北斗二号         | 北斗二号         | 北斗二号   | 北斗二号 | 北斗二号   | 北斗二号     | 北斗二号                                                | 北斗二号 | 北斗二号                               |
| ---------------- | ---------------- | ---------- | -------- | ---------- | ------------ | ------------------------------------------------------- | --- | -------------------------------------- |
| 1                | 北斗二号-M1      | 2007-04-14 | 西昌     | 长征三号甲 | N/A          | 中地球轨道，高度21559×21518公里，倾角56.8°              | 退役 | BEIDOU-2 M1（页面存档备份，存于）      |
| 2                | 北斗二号-G2      | 2009-04-15 | 西昌     | 长征三号丙 | N/A          | 亞地球同步轨道，高度36027×35539公里，倾角5.0°           | 异常（卫星进入正确轨道，但之后地面未能获得对卫星的控制，因此无法使用，卫星被遗弃。在近似地球静止轨道的亞地球同步轨道上持续绕行，于赤道上空每日向东偏移约0.15°。2022年1月22日， 实践-21卫星将北斗二号-G2从地球同步轨道推入墓地轨道。） | BEIDOU-2 G2（页面存档备份，存于）      |
| 3                | 北斗二号-G1      | 2010-01-17 | 西昌     | 长征三号丙 | C01          | 地球静止轨道140.0°E，高度35807×35782公里，倾角1.6°      | 使用中 | BEIDOU-2 G1（页面存档备份，存于）      |
| 4                | 北斗二号-G3      | 2010-06-02 | 西昌     | 长征三号丙 | N/A          | 地球静止轨道110.6°E，高度35809×35777公里，倾角1.3°      | 退役（2018年9月29日） | BEIDOU-2 G3（页面存档备份，存于）      |
| 5                | 北斗二号-IGSO1   | 2010-08-01 | 西昌     | 长征三号甲 | C06          | 倾斜地球同步轨道，高度35916×35669公里，倾角54.6°        | 使用中 | BEIDOU-2 IGSO1（页面存档备份，存于）   |
| 6                | 北斗二号-G4      | 2010-11-01 | 西昌     | 长征三号丙 | C04          | 地球静止轨道159.98°E，高度35815×35772公里，倾角0.6°     | 使用中 | BEIDOU-2 G4（页面存档备份，存于）      |
| 7                | 北斗二号-IGSO2   | 2010-12-18 | 西昌     | 长征三号甲 | C07          | 倾斜地球同步轨道，高度35883×35691公里，倾角54.8°        | 使用中 | BEIDOU-2 IGSO2（页面存档备份，存于）   |
| 8                | 北斗二号-IGSO3   | 2011-04-10 | 西昌     | 长征三号甲 | C08          | 倾斜地球同步轨道，高度35911×35690公里，倾角55.9°        | 使用中 | BEIDOU-2 IGSO3（页面存档备份，存于）   |
| 9                | 北斗二号-IGSO4   | 2011-07-27 | 西昌     | 长征三号甲 | C09          | 倾斜地球同步轨道，高度35879×35709公里，倾角54.9°        | 使用中 | BEIDOU-2 IGSO4（页面存档备份，存于）   |
| 10               | 北斗二号-IGSO5   | 2011-12-02 | 西昌     | 长征三号甲 | C10          | 倾斜地球同步轨道，高度35880×35710公里，倾角54.9°        | 使用中 | BEIDOU-2 IGSO5（页面存档备份，存于）   |
| 11               | 北斗二号-G5      | 2012-02-25 | 西昌     | 长征三号丙 | C05          | 地球静止轨道58.71°E，高度35801×35786公里，倾角1.4°      | 使用中 | BEIDOU-2 G5（页面存档备份，存于）      |
| 12               | 北斗二号-M3      | 2012-04-30 | 西昌     | 长征三号乙 | C11          | 中地球轨道，高度21597×21472公里，倾角56.5°              | 使用中 | BEIDOU-2 M3（页面存档备份，存于）      |
| 13               | 北斗二号-M4      | 2012-04-30 | 西昌     | 长征三号乙 | C12          | 中地球轨道，高度21603×21466公里，倾角56.4°              | 使用中 | BEIDOU-2 M4（页面存档备份，存于）      |
| 14               | 北斗二号-M5      | 2012-09-19 | 西昌     | 长征三号乙 | N/A          | 中地球轨道 ，高度21626×21439公里，倾角54.8°             | 退役（2014年10月21日） | BEIDOU-2 M5（页面存档备份，存于）      |
| 15               | 北斗二号-M6      | 2012-09-19 | 西昌     | 长征三号乙 | C14          | 中地球轨道 ，高度21599×21470公里，倾角54.9°             | 使用中 | BEIDOU-2 M6（页面存档备份，存于）      |
| 16               | 北斗二号-G6      | 2012-10-25 | 西昌     | 长征三号丙 | C02          | 地球静止轨道84.07°E，高度35803×35783公里，倾角1.7°      | 使用中 | BEIDOU-2 G6（页面存档备份，存于）      |
| 17               | 北斗二号-IGSO6   | 2016-03-30 | 西昌     | 长征三号甲 | C13          | 傾斜地球同步軌道，高度35689.3×35894.5公里，倾角55.0°    | 使用中 | BEIDOU-2 IGSO6（页面存档备份，存于）   |
| 18               | 北斗二号-G7      | 2016-06-12 | 西昌     | 长征三号丙 | C03          | 地球静止轨道110.45°E，高度35854.3×35885.9公里，倾角1.7° | 使用中 | BEIDOU-2 G7（页面存档备份，存于）      |
| 19               | 北斗二号-IGSO7   | 2018-07-10 | 西昌     | 长征三号甲 | C16          | 傾斜地球同步軌道，高度35697.8×35881.7公里，倾角55.1°    | 使用中 | BEIDOU-2 IGSO7（页面存档备份，存于）   |
| 20               | 北斗二号-G8      | 2019-05-17 | 西昌     | 长征三号丙 | C18          | 地球静止轨道144.55°E，高度35779.6×35806.3公里，倾角1.8° | 使用中 | BEIDOU-2 G8（页面存档备份，存于）      |
| 北斗三号试验系统 |                  |            |          |            |              |                                                         | |                                        |
| 1                | 北斗三号-IGSO1-S | 2015-03-30 | 西昌     | 长征三号丙 | C31          | 傾斜地球同步軌道，高度35613.9×35975.8公里，傾角54.0°    | 在轨试验 | BEIDOU-3 IGSO1-S（页面存档备份，存于） |
| 2                | 北斗三号-M1-S    | 2015-07-25 | 西昌     | 长征三号乙 | C57          | 中地球轨道，高度21520.7×21549.6公里，倾角55.7°          | 在轨试验 | BEIDOU-3 M1-S（页面存档备份，存于）    |
| 3                | 北斗三号-M2-S    | 2015-07-25 | 西昌     | 长征三号乙 | C58          | 中地球轨道，高度21517.6×21552.5公里，倾角55.7°          | 在轨试验 | BEIDOU-3 M2-S（页面存档备份，存于）    |
| 4                | 北斗三号-IGSO2-S | 2015-09-30 | 西昌     | 长征三号乙 | C56          | 傾斜地球同步軌道，高度35614.2×35961.8公里，倾角55.0°    | 在轨试验 | BEIDOU-3 IGSO2-S（页面存档备份，存于） |
| 5                | 北斗三号-M3-S    | 2016-02-01 | 西昌     | 长征三号丙 | N/A          | 中地球轨道，高度21530.6×21538.9公里，倾角55.0°          | 在轨试验 | BEIDOU-3 M3-S（页面存档备份，存于）    |
| 北斗三号         |                  |            |          |            |              |                                                         | |                                        |
| 1                | 北斗三号-M1      | 2017-11-05 | 西昌     | 长征三号乙 | C19          | 中地球轨道，高度21500.6×21569.6公里，倾角55.0°          | 使用中 | BEIDOU-3 M1（页面存档备份，存于）      |
| 2                | 北斗三号-M2      | 2017-11-05 | 西昌     | 长征三号乙 | C20          | 中地球轨道，高度21502.0×21568.2公里，倾角55.0°          | 使用中 | BEIDOU-3 M2（页面存档备份，存于）      |
| 3                | 北斗三号-M3      | 2018-01-12 | 西昌     | 长征三号乙 | C21          | 中地球轨道，高度21521.2×21548.8公里，倾角55.1°          | 使用中 | BEIDOU-3 M3（页面存档备份，存于）      |
| 4                | 北斗三号-M4      | 2018-01-12 | 西昌     | 长征三号乙 | C22          | 中地球軌道，高度21528.0×21542.0公里，倾角55.1°          | 使用中 | BEIDOU-3 M4（页面存档备份，存于）      |
| 5                | 北斗三号-M5      | 2018-02-12 | 西昌     | 长征三号乙 | C23          | 中地球轨道，高度21509.0×21561.2公里，倾角55.0°          | 使用中 | BEIDOU-3 M5（页面存档备份，存于）      |
| 6                | 北斗三号-M6      | 2018-02-12 | 西昌     | 长征三号乙 | C24          | 中地球轨道，高度21504.5×21565.7公里，倾角55.0°          | 使用中 | BEIDOU-3 M6（页面存档备份，存于）      |
| 7                | 北斗三号-M7      | 2018-03-30 | 西昌     | 长征三号乙 | C27          | 中地球轨道，高度21533.2×21536.9公里，倾角55.1°          | 使用中 | BEIDOU-3 M7（页面存档备份，存于）      |
| 8                | 北斗三号-M8      | 2018-03-30 | 西昌     | 长征三号乙 | C28          | 中地球轨道，高度21522.7×21547.3公里，倾角55.1°          | 使用中 | BEIDOU-3 M8（页面存档备份，存于）      |
| 9                | 北斗三号-M9      | 2018-07-29 | 西昌     | 长征三号乙 | C29          | 中地球轨道，高度21517.1×21553.1公里，倾角55.0°          | 使用中 | BEIDOU-3 M9（页面存档备份，存于）      |
| 10               | 北斗三号-M10     | 2018-07-29 | 西昌     | 长征三号乙 | C30          | 中地球轨道，高度21524.3×21545.9公里，倾角55.0°          | 使用中 | BEIDOU-3 M10（页面存档备份，存于）     |
| 11               | 北斗三号-M11     | 2018-08-25 | 西昌     | 长征三号乙 | C25          | 中地球轨道，高度21519.8×21550.5公里，倾角55.0°          | 使用中 | BEIDOU-3 M11（页面存档备份，存于）     |
| 12               | 北斗三号-M12     | 2018-08-25 | 西昌     | 长征三号乙 | C26          | 中地球轨道，高度21525.8×21544.5公里，倾角55.0°          | 使用中 | BEIDOU-3 M12（页面存档备份，存于）     |
| 13               | 北斗三号-M13     | 2018-09-19 | 西昌     | 长征三号乙 | C32          | 中地球轨道，高度21521.3×21548.9公里，倾角55.0°          | 使用中 | BEIDOU-3 M13（页面存档备份，存于）     |
| 14               | 北斗三号-M14     | 2018-09-19 | 西昌     | 长征三号乙 | C33          | 中地球轨道，高度21521.7×21548.4公里，倾角55.0°          | 使用中 | BEIDOU-3 M14（页面存档备份，存于）     |
| 15               | 北斗三号-M15     | 2018-10-15 | 西昌     | 长征三号乙 | C34          | 中地球轨道，高度21516.7×21553.2公里，倾角55.0°          | 使用中 | BEIDOU-3 M15（页面存档备份，存于）     |
| 16               | 北斗三号-M16     | 2018-10-15 | 西昌     | 长征三号乙 | C35          | 中地球轨道，高度21521.5×21559.1公里，倾角55.0°          | 使用中 | BEIDOU-3 M16（页面存档备份，存于）     |
| 17               | 北斗三号-G1      | 2018-11-1  | 西昌     | 长征三号乙 | C59          | 地球静止轨道144.51°E，高度35787.3×35802.3公里，倾角1.9° | 使用中 | BEIDOU-3 G1（页面存档备份，存于）      |
| 18               | 北斗三号-M17     | 2018-11-19 | 西昌     | 长征三号乙 | C36          | 中地球轨道，高度21507.4×21562.6公里，倾角55.0°          | 使用中 | BEIDOU-3 M17（页面存档备份，存于）     |
| 19               | 北斗三号-M18     | 2018-11-19 | 西昌     | 长征三号乙 | C37          | 中地球轨道，高度21508.3×21561.3公里，倾角55.0°          | 使用中 | BEIDOU-3 M18（页面存档备份，存于）     |
| 20               | 北斗三号-IGSO1   | 2019-04-20 | 西昌     | 长征三号乙 | C38          | 傾斜地球同步軌道，高度35721.3×35857.4公里，倾角55.0°    | 使用中 | BEIDOU-3 IGSO1（页面存档备份，存于）   |
| 21               | 北斗三号-IGSO2   | 2019-06-25 | 西昌     | 长征三号乙 | C39          | 傾斜地球同步軌道，高度35737.8×35838.8公里，倾角55.0°    | 使用中 | BEIDOU-3 IGSO2（页面存档备份，存于）   |
| 22               | 北斗三号-M23     | 2019-09-23 | 西昌     | 长征三号乙 | C45          | 中地球轨道，高度21553.3×22115.5公里，倾角55.0°          | 使用中 | BEIDOU-3 M23（页面存档备份，存于）     |
| 23               | 北斗三号-M24     | 2019-09-23 | 西昌     | 长征三号乙 | C46          | 中地球轨道，高度21514.7×21555.5公里，倾角55.0°          | 使用中 | BEIDOU-3 M24（页面存档备份，存于）     |
| 24               | 北斗三号-IGSO3   | 2019-11-5  | 西昌     | 长征三号乙 | C40          | 傾斜地球同步軌道，高度35681.9×35894.8公里，倾角58.7°    | 使用中 | BEIDOU-3 IGSO3（页面存档备份，存于）   |
| 25               | 北斗三号-M21     | 2019-11-23 | 西昌     | 长征三号乙 | C43          | 中地球轨道，高度21537.4×22199.0公里，倾角55.0°          | 使用中 | BEIDOU-3 M21（页面存档备份，存于）     |
| 26               | 北斗三号-M22     | 2019-11-23 | 西昌     | 长征三号乙 | C44          | 中地球轨道，高度21544.1×22198.9公里，倾角55.0°          | 使用中 | BEIDOU-3 M22（页面存档备份，存于）     |
| 27               | 北斗三号-M19     | 2019-12-16 | 西昌     | 长征三号乙 | C41          | 中地球轨道，高度21498.1×21572.1公里，倾角55.0°          | 使用中 | BEIDOU-3 M19（页面存档备份，存于）     |
| 28               | 北斗三号-M20     | 2019-12-16 | 西昌     | 长征三号乙 | C42          | 中地球轨道，高度21538.4×22115.3公里，倾角55.0°          | 使用中 | BEIDOU-3 M20（页面存档备份，存于）     |
| 29               | 北斗三号-G2      | 2020-03-09 | 西昌     | 长征三号乙 | C60          | 地球静止轨道80.09°E，高度35782.3×35805.7千米，倾角3.0°  | 使用中 | BEIDOU-3 G2（页面存档备份，存于）      |
| 30               | 北斗三号-G3      | 2020-06-23 | 西昌     | 长征三号乙 | C61          | 地球静止轨道110.53°E，高度35765.3×35819.1千米，倾角3.0° | 在轨测试 | BEIDOU-3 G3（页面存档备份，存于）      |

#### 地面段
系统的地面段由主控站、注入站、监测站组成。
- 主控站用于系统运行管理与控制等。主控站从监测站接收数据并进行处理，生成卫星导航电文和差分完好性信息，而后交由注入站执行信息的发送。
- 注入站用于向卫星发送信号，对卫星进行控制管理，在接受主控站的调度后，将卫星导航电文和差分完好性信息向卫星发送。
- 监测站用于接收卫星的信号，并发送给主控站，可实现对卫星的监测，以确定卫星轨道，并为时间同步提供观测资料。

#### 用户段
用户段即用户的终端，即可以是专用于北斗卫星导航系统的信号接收机，也可以是同时兼容其他卫星导航系统的接收机。接收机需要捕获并跟踪卫星的信号，根据数据按一定的方式进行定位计算，最终得到用户的经纬度、高度、速度、时间等信息。

## 原理

### 空间定位原理
在空间中若已经确定A、B、C三点的空间位置，且第四点D到上述三点的距离皆已知的情况下，即可以确定D的空间位置，原理如下：因为A点位置和AD间距离已知，可以推算出D点一定位于以A为圆心、AD为半径的圆球表面，按照此方法又可以得到以B、C为圆心的另两个圆球，即D点一定在这三个圆球的交汇点上，即三球交汇定位。北斗的试验系统和正式系统的定位都依靠此原理。

### 有源与无源定位
当卫星导航系统使用有源时间测距来定位时，用户终端通过导航卫星向地面控制中心发出一个申请定位的信号，之后地面控制中心发出测距信号，根据信号传输的时间得到用户与两颗卫星的距离。除了这些信息外，地面控制中心还有一个数据库，为地球表面各点至地球球心的距离，当认定用户也在此不均匀球面的表面时，三球交汇定位的条件已经全部满足，控制中心可以计算出用户的位置，并将信息发送到用户的终端。北斗的试验系统完全基于此技术，而之后的北斗卫星导航系统除了使用新的技术外，也保留了这项技术。
当卫星导航系统使用无源时间测距技术时，用户接收至少4颗导航卫星发出的信号，根据时间信息可获得距离信息，根据三球交汇的原理，用户终端自行可以自行计算其空间位置。此即为GPS所使用的技术，北斗卫星导航系统也使用了此技术来实现全球的卫星定位。

### 精度

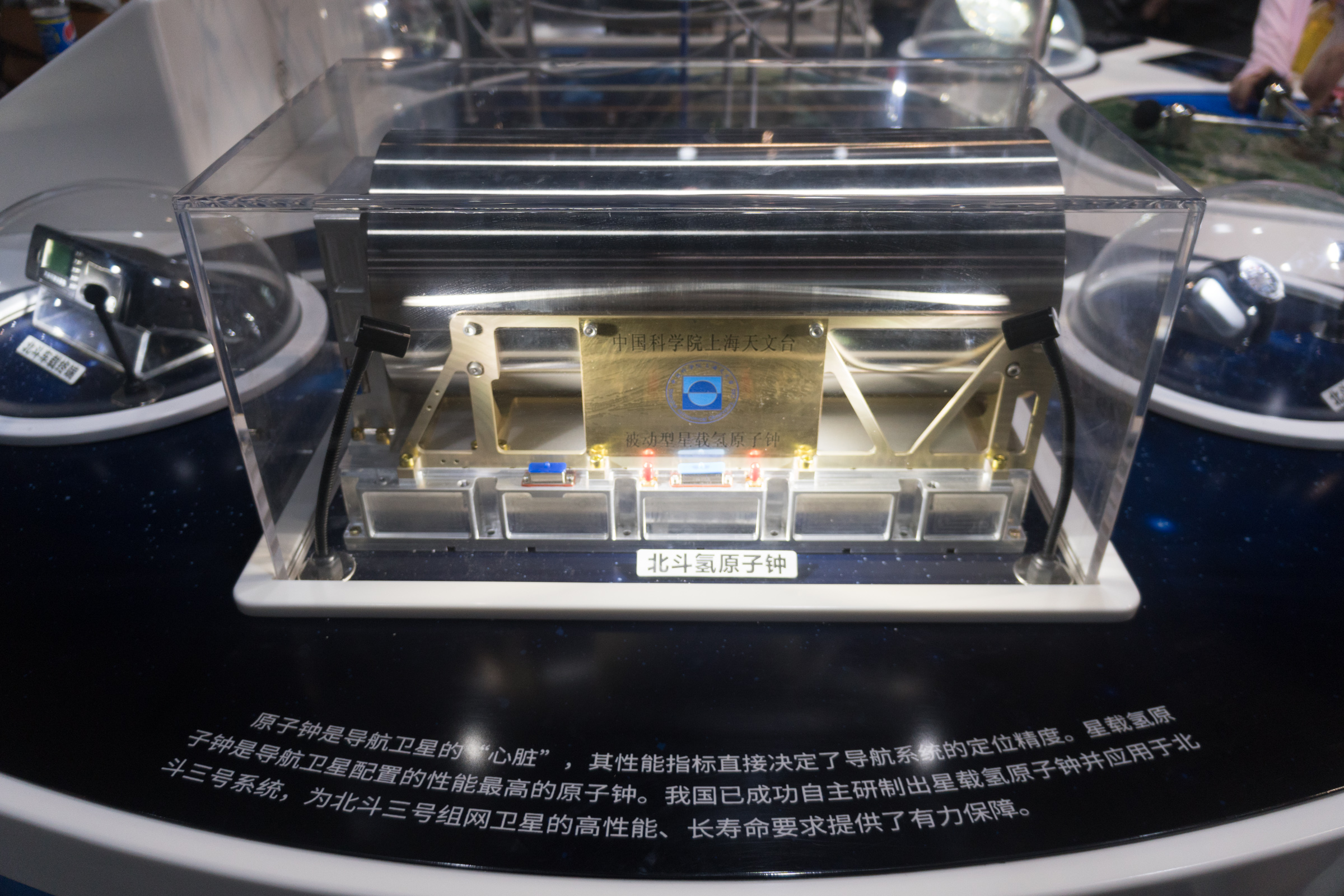
北斗三号系统所使用的氢原子钟

参照三球交汇定位的原理，根据3颗卫星到用户终端的距离信息，根据三维的距离公式，就依靠列出3个方程得到用户终端的位置信息，即理论上使用3颗卫星就可达成无源定位，但由于卫星时钟和用户终端使用的时钟间一般会有误差，而电磁波以光速传播，微小的时间误差将会使得距离信息出现巨大失真，实际上应当认为时钟差距不是0而是一个未知数t，如此方程中就有4个未知数，即客户端的三位坐标（X，Y，Z），以及时钟差距t，故需要4颗卫星来列出4个关于距离的方程式，最后才能求得答案，即用户端所在的三维位置，根据此三维位置可以进一步换算为经纬度和海拔高度。
若空中有足够的卫星，用户终端可以接收多于4颗卫星的信息时，可以将卫星每组4颗分为多个组，列出多组方程，后通过一定的算法挑选误差最小的那组结果，能够提高精度。
电磁波以30万千米/秒的光速传播，在测量卫星距离时，若卫星钟有一纳秒（十亿分之一秒）时间误差，会产生三十厘米距离误差。尽管卫星采用的是非常精确的原子钟，也会累积较大误差，因此地面工作站会监视卫星时钟，并将结果与地面上更大规模的更精确的原子钟比较，得到误差的修正信息，最终用户通过接收机可以得到经过修正后的更精确的信息。当前有代表性的卫星用原子钟大约有数纳秒的累积误差，产生大约一米的距离误差。
为提高定位精度，还可使用差分技术。在地面上建立基准站，将其已知的精确坐标与通过导航系统给出的坐标相比较，可以得出修正数，对外发布，用户终端依靠此修正数，可以将自己的导航系统计算结果进行再次的修正，从而提高精度。例如，全球定位系统使用差分全球定位系统后，定位精度可达到5米左右。 

## 技术

### 北斗二代卫星平台
在北斗卫星导航系统中，能使用无源时间测距技术为全球提供无线电卫星导航服务（RNSS），也同时也保留了试验系统中的有源时间测距技术，即提供无线电卫星测定服务（RDSS），但仅在亚太地区实现。从卫星所起到的功能来区分，可以分成下列两类：
- 非静止轨道卫星：二代北斗卫星导航系统中地球轨道卫星和倾斜地球同步轨道卫星使用东方红三号通信卫星平台并略有改进，其有效载荷都为RNSS载荷。[106]后续中地球轨道卫星将采用专门的小型化中地球轨道卫星平台。[65]
- 静止轨道卫星：这类卫星使用改进型东方红三号平台，其五颗卫星的定点位置为东经58.75°到160°之间，每颗均有3种有效载荷，即用作有源定位的RDSS载荷、用作无源定位的RNSS载荷、用于客户端间短报文服务的通信载荷。[106]由于此类卫星仅定点在亚太地区上空，故需要用到RDSS载荷的有源定位服务以及用到通讯载荷的短报文服务只能在亚太提供。[107]

北斗卫星导航系统同时使用静止轨道与非静止轨道卫星，对于亚太范围内的区域导航来说，无需借助中地球轨道卫星，只依靠北斗的地球静止轨道卫星和倾斜地球同步轨道卫星即可保证服务性能。而数量庞大的中地球轨道卫星，主要服务于全球卫星导航系统。此外，如果倾斜地球同步轨道卫星发生故障，则中地球轨道卫星可以调整轨道予以接替，即作为备份星。
截至2012年发射的北斗系统的卫星设计寿命都是8年，而后续又有数量众多的中地球轨道卫星需要发射，这些卫星将采用专门的中地球轨道卫星平台，寿命将延长至12年或更多，还会往小型化发展。

### 卫星制造与发射
因为需要一定数量的卫星才能提供质量可靠的导航服务，从卫星的寿命方面考虑，若发射间隔过久，则后续卫星发射时，可能早期的卫星已近退役，所以北斗的卫星需要在短时间发射，中国在3年的时间内共发射了14颗北斗卫星，这是中国首次使用“一次设计，组批生产”的方式对卫星快速批量生产。到2020年时，在2010年前后发射的卫星已经退役，因此在2012到2020年的8年时间里，中国需要为准备覆盖全球的北斗卫星导航系统再生产出30多颗卫星。
中国在1981年就成功执行过“一箭多星”，不过此技术一般用于发射一颗大卫星附带几颗小卫星，将卫星送入不同的轨道。2012年使用“一箭双星”发射北斗卫星，是中国首次用一枚火箭发射两颗相同的大质量卫星，火箭将两颗卫星送入了同一个轨道面上，其即卫星的运行轨迹相同，其差别在于轨位。

### 时间系统
北斗卫星导航系统的系统时间(BeiDou Navigation Satellite System Time) 叫做北斗时(BDT)，属于原子时，溯源到中国的协调世界时，与协调世界时的误差在100纳秒内，起算时间是协调世界时2006年1月1日0时0分0秒。

### 信号传输
北斗卫星导航系统使用码分多址技术，与全球定位系统和伽利略定位系統一致，而不同于格洛纳斯系统的频分多址技术。两者相比，码分多址有更高的频谱利用率，在由L波段的频谱资源非常有限的情况下，选择码分多址是更妥当的方式。此外，码分多址的抗干扰性能，以及与其他卫星导航系统的兼容性能更佳。
北斗卫星导航系统的官方宣布，在L波段和S波段发送导航信号，在L波段的B1、B2、B3频点上发送服务信号，包括开放的信号和需要授权的信号。
- B1频点：1559.052MHz－1591.788MHz
- B2频点：1166.220MHz－1217.370MHz
- B3频点：1250.618MHz－1286.423MHz

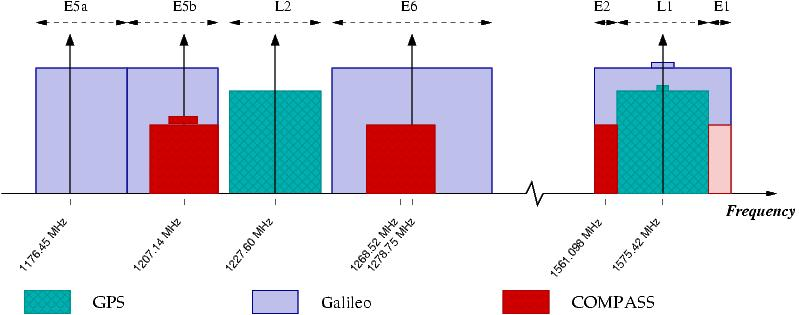
2007年，在北斗-M1卫星发射后，被检测到于图示红色的波段上发出信号，与伽利略定位系統使用或计划使用的波段相重合。

国际电信联盟分配了E1（1590MHz）、E2（1561MHz）、E6（1269MHz）和E5B（1207MHz）四个波段给北斗卫星导航系统，这与伽利略定位系统使用或计划使用的波段存在重合。然而，根据国际电信联盟的频段先占先得政策，若北斗系统先行使用，即拥有使用相应频段的优先权。2007年，中国发射了北斗-M1，之后在相应波段上被检测到信号：1561.098MHz±2.046MHz， 1589.742MHz， 1207.14MHz±12MHz， 1268.52MHz±12MHz，以上波段与伽利略定位系統计划使用的波段重合，与全球卫星定位系统的L波段也有小部分重合。
北斗-M1是一个实验性的卫星，用于发射信号的测试和验证，并能以先占的原则确定对相应频率的使用权。北斗-M1卫星在E2、E5B、E6频段进行信号传输，传输的信号分成2类，分别被称作“I”和“Q”。“I”的信号具有较短的编码，可能会被用来作开放服务（民用）， 而“Q”部分的编码更长，且有更强的抗干扰性，可能会被用作需要授权的服务（军用）。在北斗-M1发射后，法国、美国等工程师即展开了对信号的研究，研究者包括在中国引起热议的高杏欣，她和团队分析出了北斗-M1卫星的民用码信道编码方式并予以公开，但其研究内容与军用码的安全问题无关，事实上全球卫星定位系统和伽利略定位系统的民用码也早已被破解。

## 参閲
- 全球定位系統(GPS)
- 格洛纳斯系统(GLONASS)
- 多普勒卫星涮轨和无线电定位组合系统(DORIS/朵麗絲系統)
- 伽利略定位系統(Galileo)
- 印度區域導航衛星系統(IRNSS)
- 准天顶卫星系统(QZSS)
- 辅助全球卫星定位系统(AGPS)
- 北斗卫星导航试验系统
- GPS誤差分析（英语：Error analysis for the Global Positioning System）(Error analysis for the GPS)